# Twilight's Last Gleaming
Twilight's Last Gleaming és un thriller polític americano-alemany dirigit l'any 1976 per Robert Aldrich, adaptació de la novel·la de Walter Wager Viper Three, i estrenat l'any 1977.

## Argument
Lawrence Dell, antic general de l'Exèrcit de l'Aire dels Estats Units, s'apodera d'una base nuclear estratègica i fa xantatge amb els míssils: si el president dels Estats Units no revela al poble americà les autèntiques raons de l'entrada en guerra al Vietnam, i si no es paga un rescat als seus còmplices, tots antics presos, destruirà diversos blancs en URSS.

## Repartiment
- Burt Lancaster: l'antic general de l'exèrcit de l'aire Lawrence Dell,
- Richard Widmark: el general Martin MacKenzie, comandant en cap de les forces armades
- Charles Durning: el President dels Estats Units David T. Stevens
- Melvyn Douglas: Zachariah Guthrie, el secretari d'Estat de Defensa
- Paul Winfield: Willis Powell, un còmplice de Dell
- Joseph Cotten: el secretari d'Estat Arthur Renfrew
- Leif Erickson: el director de la CIA Ralph Whittaker

## Premis
- Nominació al Premi Saturn a la millor pel·lícula de ciència-ficció, per l'Acadèmia de cinema de ciència-ficció, fantàstica i terror